# 吉松光久
吉松 光久（よしまつ みつひさ）は、戦国時代の武将。長宗我部氏の家臣。通称は十右衛門。

## 略歴
吉松氏は清和源氏の後裔で土佐国の国人。土佐郡に影響力を持つ泰泉寺氏の一族でもある。
始め土佐長岡郡を支配する本山氏に仕えて土佐郡朝倉の万々城主であったが、長宗我部元親の攻撃を受けて降伏し家臣となった。後に元親の娘を正室として娶り姻戚関係となり、活躍したといわれるが、永禄6年（1563年）に子・光勝が土佐郡大河内城主となっていることから、早くに没したものと思われる。